# مارلين مونرو
مارلين مونرو (بالإنجليزية: Marilyn Monroe)‏ واسمها الحقيقي نورما جين سُميت عند ولادتها نورما جين بيكر (بالإنجليزية: Norma Jeane Baker)‏ وفقًا لشهادة التعميد، وُلدت في الأول من يونيو 1926م في لوس أنجلوس، وماتت بها في 5 أغسطس 1962، وهي ممثلة ومغنية أمريكية.
كانت ستتجه في الأصل إلى مهنة عرض الأزياء، إلى أن وجدها هاورد هيوز وأقنعها بأن توقع عقدها الأول مع شركة أفلام فوكس للقرن العشرين في أغسطس 1946. واستطاعت في بداية الخمسينيات أن تصبح نجمة هوليودية ورمزًا جنسيًا. شملت نجاحاتها الكبرى أفلام «الرجال يفضلون الشقراوات»، «سنة الحكة السابعة»، وأيضًا «البعض يفضلونها ساخنة»، والذي رشحها لجائزة الغولدن غلوب لأفضل ممثلة كوميدية في عام 1960م.
ورغم تلك الشهرة المهولة، فقد فشلت مونرو في حياتها الشخصية، ولم تحقق لها مهنتها الرضا النفسي. وقد أثارت وفاتها العديد من الاحتمالات والظنون (انتحار، جرعة زائدة من المهدئات، أو اغتيال سياسي)، ما ساهم في تقوية مركزها كرمز ثقافي.

## السيرة الذاتية

### شجرة العائلة
وُلدت أم ماريلين، غلاديس بيرل مونرو (27 مايو 1902-11 مارس 1984) في المكسيك لوالدين أمريكيين، وعملت في مجال الإخراج في مختبر صناعات الأفلام المدمجة (Consolidated Film Industries). تزوجت في 17 مايو 1917 من جون نيوتن «جاسبر» بايكر، والذي أخذت مونرو اسم العائلة عنه في 1938. وقد أنجب الزوجان طفلين: روبرت كيرمت «جاك» (وُلد 24 يناير 1918) وبيرنيس إنيز غلاديس (وُلدت 30 يوليو 1919). جدير بالذكر أن غلاديس خاضت العديد من العلاقات العاطفية التي باءت بمشاكل نفسية وصحية، كما أن ماريلين لم تعرف أبدًا هوية أبيها الحقيقي.
طالبت غلاديس بالطلاق في 20 يونيو 1921 بحجة الاضطهاد النفسي الوحشي، ولكنها اتُهمت في المقابل بـ«السلوك غير اللائق والشهواني». أُعلن الطلاق 11 مايو 1923، ونالت غلاديس حق حضانة الأطفال، ولكن دون الحق في رعايتهم بمسكنها، فقد أُجبرت على تركهم لوالدهم المقيم بولاية كنتاكي والذي تزوج مرةً أخرى. مات روبرت في 16 أغسطس 1933 في عمر الـ 16 سنة. أما بيرنيس، فلم تعاود الاتصال بأمها حتى 1939، حين كانت مقيمة بمستشفى آغنيوز لإصابتها بالشيزوفرنيا (وقد علمت حينها بأن لها أختًا غير شقيقة، نورما جين).

### الطفولة والمراهقة

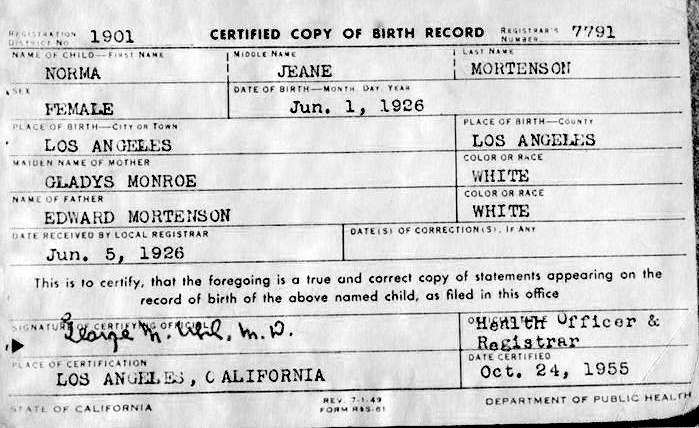
شهادة ميلاد نورما جين مورتنسن، والتي تغير اسمها لماريلين مونرو

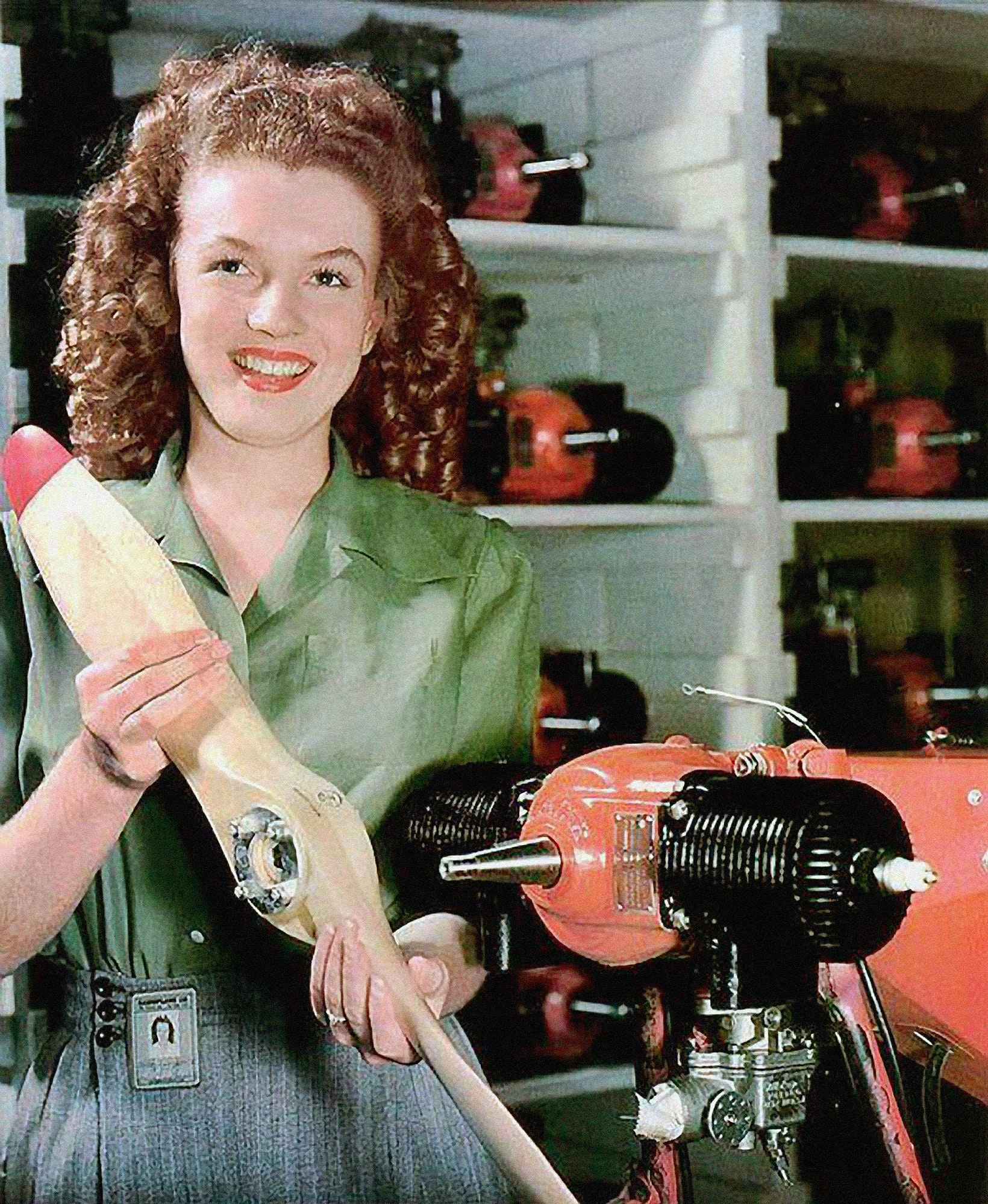
ماريلين مونرو في عام 1945

وُلدت ماريلين مونرو في الأول من يونيو 1926، في المستشفى العام بلوس أنجيلوس بكاليفورنيا، حاملة اسم نورما جين مورتنصن، وقد عُمدت تحت اسم نورما جين بايكر). أعطتها أمها اسمها الأول تيمنًا بالفنانة نورما تالمادج.
يظهر على شهادة الميلاد أسماء الأم، غلاديس مونرو، وزوجها في ذلك الحين، مارتن إدوارد مورتنصن (1897-1981)، رجل من كاليفورنيا ذات أصول نرويجية ويعمل في الكشف على عدادات الغاز. تزوج الطرفان في 11 أكتوبر 1924 ولكنهم انفصلوا في مايو 1925 (أي قبل ميلاد ماريلين بعام)؛ وحصل مورتنصن على قرار الطلاق في 15 أغسطس 1928 بحجة «هجر المنزل».
ورغم أن ماريلين طفلة شرعية، فإنها أنكرت طوال حياتها أن مورتنصن أبوها. وحين كانت طفلة، أرتها أمها صورة فوتوغرافية لرجل كان يُعد والدها. وتتذكر مونرو أنه كان بشارب رفيع ويشبه بشكل ما كلارك غايبل.
لمدة طويلة للغاية، لم تتمكن غلاديس من الاحتفاظ ببنتها (وبقية أولادها) معها، وإنما عاشت ماريلين مع أسر أخرى. وقد فضلت ماريلين لفترة طويلة أن تتظاهر بأن أمها قد ماتت بدلًا من الاعتراف بإقامتها في مؤسسة رعاية.
عاشت نورما جين (ماريلين) أول سبع سنين من عمرها مع ألبرت وإدا بولِندر، أقارب جدتها دِللا، هاوثورن بكاليفورنيا. في سيرتها الذاتية، تذكر ماريلين بأنها لم تعرف هوية «تلك السيدة حمراء الشعر» (أمها) التي تزورها من حين لآخر طوال تلك الفترة. وفي 1933، عاشت بعض الوقت مع غلاديس التي استأجرت غرفة لدى عائلة آل أتكينسون، في شارع آربول بهوليوود، ولكن أُصيبت غلاديس بعدها بسنة بكارثة هيستيرية جديدة أدت لتحويلها للإقامة الداخلية بالمستشفى. في عام 1935، غراس ماكي، زميل غلاديس في الغرفة وفي العمل وأعز أصدقائها، طلب أن يصبح الوصي على ماريلين، وقد وُوفق على طلبه وصار وصيًا بشكل رسمي في 27 مارس 1936.
في عام 1941، تعرف نورما جين على جارها جيمس «جيم» دوجيرتي، والذي كان أكبر منها بخمس سنوات، ويعمل في المصنع الأول للطائرات بلا طيار المُقادة بموجات الراديو التابع لشركة راديوبلاين (Radioplane Company)، والتي أنشأها الممثل ريجنالد ديني. نظم غراس الزواج والزفاف الذي أُجري في 19 يونيو 1942، بعد بضعة أيام من عيد ميلادها السادس عشر. وبعد عام من الزواج، وبعد أن تركت دراستها، انضم جيم لأسطول تجاري، وبعدها في عام 1944 لطاقم ب-17 بألمانيا، قبل العودة للحياة المدنية في شرطة لوس أنجيلوس. عملت نورما جين في اختبار أجنحة الطائرات والمظلات في مصنع زوجها. وفي ذلك المصنع التقط المصورون العسكريون صورها.
ما روته ماريلين عن حياتها كزوجة لا يتطابق على الإطلاق مع التأكيدات التي قدمها جيم بعدها بفترة طويلة. ففي حين أنها تقول إن الجنس لم يكن يهمها في ذلك السن وأنها تعاملت مع جيم على أنه أخوها الكبير، يحكي جيم بأنه أقام معها علاقات جنسية.

### العمل في عرض الأزياء وخطواتها الأولى نحو السينما
في عام 1944، قابلت للمرة الأولى أختها غير الشقيقة بيرنيس بايكر ميراكل، بولاية تينيسي، أما أخوها غير الشقيق، هيرميت جاك، فقد مات قبلها بوقت سابق. التُقطت صورة نورما جين شبه-الاحترافية الأولى في خريف 1944 عن طريق المصور ديفيد كونوفر في إطار حملة الجيش الأمريكي لتوضيح مشاركة النساء في جهود الحرب. وفي بضعة شهور، احتلت مونرو غلاف ثلاثين مجلة إغرائية فبدأت تُعرف بـ «Mmmmm girl». تركت عملها كي تركز على عرض الأزياء، خاصة مع وكالة الكتاب الأزرق لعرض الأزياء (Blue Book Modeling). وفي ديسمبر 1945، أجرت أول اختبار تمثيل للوكالة، بهدف الدعاية لملابس سباحة. في فبراير 1946، صبغت شعرها من أجل حملة لنوع من أنواع الشامبو. طلقت جيم في 2 أكتوبر 1946، والذي لم يكن بينهما علاقة قوية نظرًا لبعدهما عن بعضهما البعض.
في سبيل تحقيق أحلامها السينمائية، أخذت مونرو دورات في المسرح، واستمرت في صبغ شعرها باللون الأشقر، ورسم حسنتها الشهيرة بالقلم، حينًا على ذقنها، وحينًا أخر على خدها الأيسر فوق الشفاه كي تخفي بقعة على وجهها. أثارت نورما جين اهتمام بين ليون، الممثل الأمريكي ومدير الاستوديو بشركة أفلام فوكس للقرن العشرين، والذي أجرى لها اختبارًا. وحين انبهر بأدائها أعلن: «ها هي جين هارلو الجديدة». وقعت مع شركة فوكس عقدها الأول لمدة 6 شهور في 26 يوليو 1946، في مقابل أجر بـ 125 دولار في الأسبوع. واتفقت مع الاستوديو على أن تغير اسمها لماريلين مونرو، وقد استلهمت اسم ماريلين من الممثلة ماريلين ميللر، والاسم مونرو من أمها (تبنت الاسم رسميًا في 23 فبراير 1956).
كان ظهورها الأول على الشاشة عام 1947 في فيلمي «شجار على شقراء» و«أعوام خطرة». وفي عام 1948، وقعت عقدًا جديدة مع شركة كولومبيا لمدة 6 أشهر، وتوجهت نحو فيلم موسيقي بميزانية صغيرة «ملكات قاعة الموسيقى»، ولكن الفيلم قد فشل، ما نتج عنه عدم تجديد العقد. أثار ظهورها في فيلم «صيد الكنز» مع الأخوة ماركس انبهار المنتجين، الذين بعثوها لنيويورك من أجل الترويج للفيلم. كما أثارت انتباه جون هايد، وكيل في وكالة ويليام موريس، والذي قبل أن يمثلها ويصبح حبيبها. حصل لها على دور في «حين تنام المدينة» لجون هيوست. ركزت الانتقادات الموجهة للفيلم على جودة أدائها. وقد كان تنقصها الأموال في فترة من الفترات، ما اضطرها -تحت اسم مانا مونرو- على الموافقة في أن تُصور عارية عن طريق المصور توم كيللي من أجل طباعتها في تقويم، وقد دارت تلك الصور حول العام حين أصبحت مشهورة.
لاحظها المخرج جوزيف إل. مانكيفيتس، الذي رأى فيها «موهبة كبيرة»، وقد أشركها الأخير في فيلم «حواء» (1950) بجانب الممثل بيتي ديفيس. معتمدةً على نجاحاتها السابقة، فاوضت ماريلين على عقد بسبع سنوات مع شركة أفلام فوكس للقرن العشرين في ديسمبر 1950. في سبتمبر، مجلة فوتوبلاي (Photoplay Magazine) كتبت عنها المقالة الأولى: «How a star is born?» (كيف تولد النجمة؟)، وكان المقال يلمح لفيلم «نجمةٌ قد وُلدت» لويليام آي. ويللمان (1937).
في السنة اللاحقة، سجلت ماريلين في جامعة كاليفورنيا بلوس أنجيلوس حيث درست الأدب والفنون، وظهرت في عدة أفلام صغيرة كشريكة لممثلين مثل: ميكي روني، كونستانس بينيت، جون أليسون، ديك باويل، وكلوديت كولبرت. لم تُرشح مطلقًا للأوسكار، ولكنها ظهرت في حفلة تكريم وحيدة في 29 مارس 1951، وكان بهدف منح جائزة أفضل صوت لتوماس تي. مولتون لفيلم «حواء». كانت تلك الأمسية كارثية عليها حين اكتشفت أن فستانها مقطوعStudio Magazine Spécial Oscars & Césars 2008, p. 8. قامت بأداء صوتي للمسلسل التلفزيوني المستوحى من قصص «Li’l Abner» المصورة، ولكن المشروع لم يصل لأرض الواقع.

### التركيز على مهنة التمثيل
في مارس 1952، أثارت ضجة كبيرة بظهورها عارية على تقويم ميلادي. تلك الحلقة من حياتها لم تلطخ سمعتها، بل أضافت شهرةً على شهرتها. أعلنت للصحفيين أنها قامت بذلك كي تتمكن من دفع الإيجار. في 7 أبريل 1952، احتلت للمرة الأولى غلاف مجلة لايف (Life) حيث وُصفت بأنها «حديث هوليوود». وفي تلك اللحظة بدأت علاقتها العاطفية مع جو ديماجيو أسطورة البيسبول الحية، الذي جاء حينها كي يعلن تقاعده.
عملت في الشهور اللاحقة في 4 أفلام لشركة آر.كي.أو (RKO Pictures)، ونالت دورًا ثانيًا في فيلم «الشيطان يستيقظ بالليل» لفريتز لانج مع باربرا ستانويك. نزل الفيلم في يونيو 1952، وكان يُعد نجاحًا كبيرًا على مستوى الجمهور والنقاد. شاركت بعدها في فيلم الكوميديا «خمس محاولات زواج» والدراما «لا تنشغل بطرق الباب» حيث نالت الدور الرئيسي. حيث يدور الفيلم عن ممرضة تهدد بأن تأخذ الطفل المسؤولة عنه. لم يستجب النقاد للفيلم، وقيمت فارايتي الفيلم على أنه «غير مهم». في فيلم «أعمال القردة»، حين ظهرت للمرة الأولى باللون الأشقر البلاتيني، لعبت دورها إلى جانب كاري جرانت وجرينجر روجرز تحت إخراج هاورد هوكس. حقق الفيلم نتيجة جيدة في شباك التذاكر رغم عدد من الانتقادات السلبية.
رأى داريل إف. زانوك فيها إمكانية تجارية هائلة، وأشركها في فيلم «نياجرا» حيث لعبت دور امرأة مميتة تريد أن تقتل زوجها، والذي لعب دوره جوزيف كوتِّن. قدر النقاد الفيلم واعتبروا التمثيل فيه «متفتح جنسيًا». اعتبر الناقد كونستانس بيرنيت أن ماريلين «أمامها مستقبل كبير». أما الناقد زانوك فقد كان دائم الاحتقار لها، ولم يحرمها أبدًا من معرفة ذلك. وقد تبعته في ذلك الممثلة جوان كراوفورد، والتي وصفت ماريلين بـ«المبتذلة».
صادقت ماريلين الممثلة جاين راسل في تصوير فيلم «الرجال يفضلون الشقراوات»، إخراج هاورد هوكس. وصفت راسل شريكتها بأنها «خجولة جدًا، لطيفة جدًا، وذكية جدًا»، وتلقت عن دورها في الفيلم السابق 400000 دولار، بينما تلقت ماريلين 18000 دولار في الأسبوع. في حين خروج الفيلم في لوس أنجيلوس في 26 يونيو 1953، طبعت الممثلتان بصماتن في أسمنت مسرح جرومان الصيني، بجانب رصيف الشهرة في شارع هوليوود.
وفي فيلمها اللاحق «كيف تتزوجي مليونير؟» (1953)، والذي شاركت فيه بيتي جرايبل ولورين بايكال، للمخرج جين نيجولسكو. كتبه نونالي جونسون، تدور القصة حول 3 عارضات أزياء من نيويورك تحاول كل واحدة منهم الزواج من مليونير. ساعدت أفلام تلك الفترة في زيادة شهرتها.

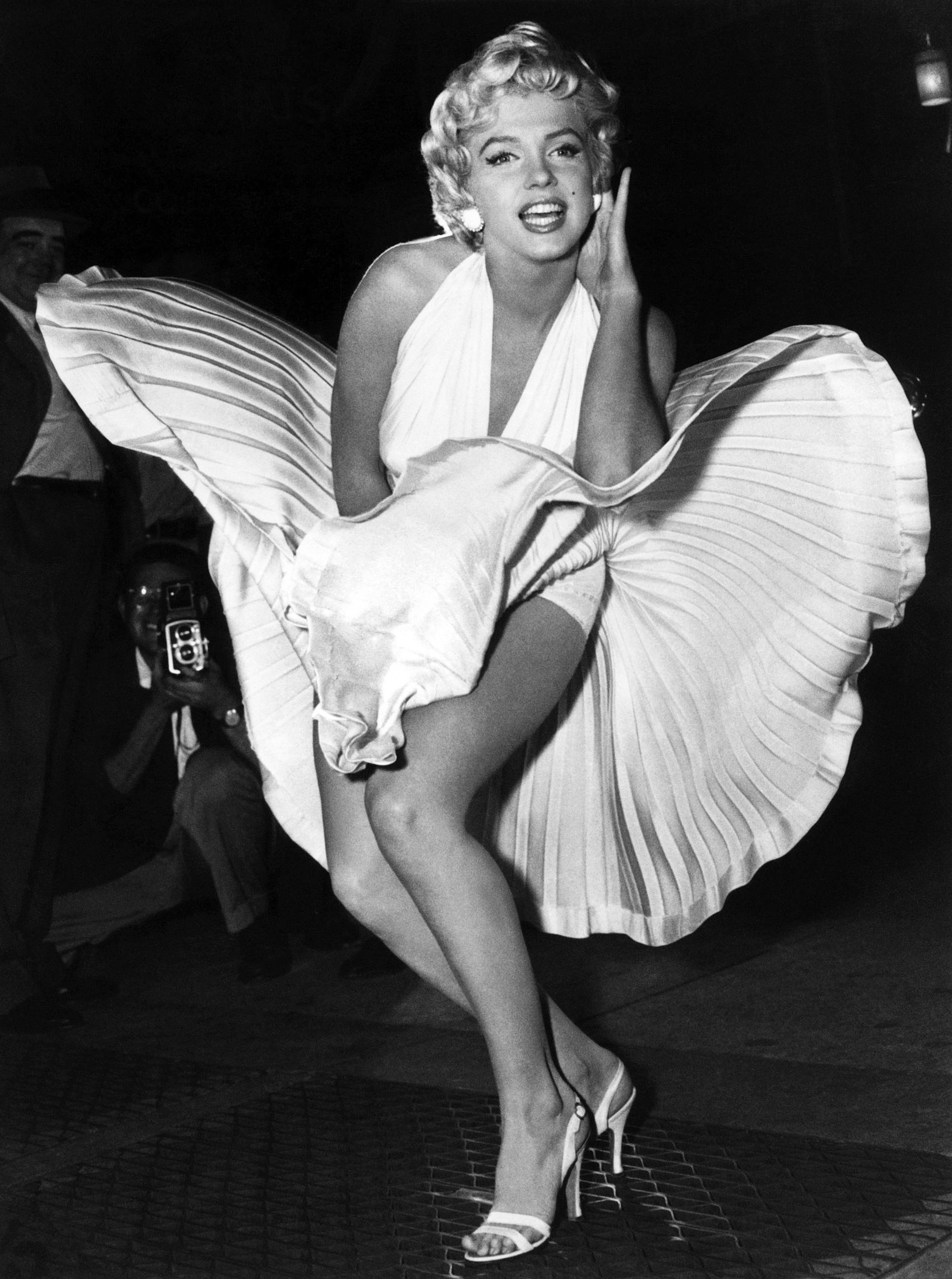
صورة لماريلين مونرو أثناء تصوير «حكة السنة السابعة» في شوارع نيويورك. ويبدو أنها توقفت في نقطة ما أثناء تصوير المشهد الشهير، ووقفت للصحفيين وللمصوريين الذين كانوا يغطون تصوير الفيلم

كشفت ماريلين لنيويورك تايمز شغفها بلعب الأدوار الدرامية. عبرت عن رغبتها لشركة أفلام فوكس للقرن العشرين في المشاركة في فيلم مصري. عارض داريل إف. زانوك تلك الرغبة تمامًا، حتى رفض إعطاءها فرصة للمحاولة.
وافقت على التمثيل بفيلم «نهر بلا عودة». لم تستمتع بالعمل مع المخرج أوتو برمنجر، حتى أنها رفضت أن تتحدث معه أثناء التصوير. واضطر شريكها روبرت ميتشم أن يلعب دور الوسيط بينهما. وقالت فيما بعد أنها تستحق أفضل من فيلم من سلسلة Z لرعاة البقر. في نهاية عام 1953، بدأت ماريلين تصوير فيلم «الفتاة ذات اللباس الوردي الضيق» مع فرانك سيناترا. وحين عبرت عن رفضها للتصوير، أوقفتها شركة فوكس عن العمل.
في 14 يناير 1954، تزوجت من جو ديماجيو، وأعلنت للصحافة أن: «هدفي الأساسي الآن هو التركيز على زواجي». في الشهر اللاحق أثناء صحبتها لزوجها في اليابان لتدريبه لفريق بيسبول هناك، عرض عليه الجيش الأمريكي أن يمضي 4 أيام في كوريا وأن يغني 3 أغان مقتبسة من أفلامه الأخيرة في 9 مناسبات، أمام جمهور من 60000 جندي أمريكي. سنحت له تلك التجربة الفرصة كي يتخطى خوفه من مواجهة الجمهور.

عادت إلى هوليوود في مارس 1954، وصفّت خلافاتها مع شركة فوكس، فعادت في فيلم غنائي «لا عمل مثل الاستعراض»، للمخرج والتر لانج، ولكن الفيلم قد أخفق، واستقبله النقاد بشكل سلبي، حيث وصفوا أداء ماريلين بالـ«كارثي» والـ«المحرج». كشفت ماريلين أنها لم تقبل الدور إلا على شريطة أن تمثل في فيلم آخر، وهو «حكة السنة السابعة». بدأت تصوير الفيلم في سبتمبر مع توم إويل. وفي نيويورك، لعبت مونرو أشهر أدوارها على مدار تاريخها الفني، وهو مرورها فوق شبكة المترو حيث رُفع فستانها الأبيض. أصر المخرج بيلي وايلدر أن يأخذ لقطات عديدة لذلك المشهد ما استفز جو ديماجيو. وبعد خلافات عديدة، أعلنت ماريلين فراقها عن جو، ووقع الطلاق في نوفمبر 1954، بعد 8 شهور من الزواج. غادرت هوليوود سرًا في 16 ديسمبر 1954 إلى نيويورك، عند منزل صديقها المصور ميلتون جرين، الذي أنشأت معه في 31 ديسمبر 1954 شركة ماريلين مونرو للإنتاج السينمائي (Marilyn Monroe Productions)، والتي طمحت أن تطلق من خلالها مهنتها الجديدة في نيويورك، أقنعها ميلتنون جرين أن تتحرر من الاستوديوهات الكبيرة التي تعطيها كبسولات ضارة وفقًا لمصادره. ونتيجة لتلك الرغبة في الاستقلال، أوقفت شركة فوكس عقدها رسميًا 15 يناير 1955. 
أخذت دورات في الكوميديا عام 1955 مع الممثلة البريطانية كونستانس كوليه، وذلك بفضل ترومات كابوت. اعتبرت كوليه أن ماريلين تمتلك «موهبة جميلة، هشة ورقيقة». وبعد بضعة أسابيع من العمل، تبين أن أحد الممثلين بفيلم «الحبل» للمخرج ألفريد هيتشكوك مات في 21 مايو، وبعد اجتماع مع شركة فوكس، طلبت ماريلين أن تعمل مع هيتشكوك. ولكن رد المخرج سريعًا على طلبها بالرفض، قائلًا بأنه لا يحب النساء «اللاتي يعلين الجنس على الشخصية»، وفضل الشقراوات الباردات مثل جرايس كيللي أو تيبي هيدرن.
أثناء تصوير «لا عمل مثل الاستعراض»، قابلت ماريلين بولا ستراسبرج وبنته سوزان. وطلبت أن تدرس باستوديو آكتورز (Actors’ Studio) مع لي ستراسبرج. في مارس 1955، قابلت مونرو شريل كرافورد، واحد من مؤسسي استوديو آكتورز، والذي قدمها للي ستراسبرج، والذي قبلها كتلميذة بعد مقابلتها.
في مايو، بدأت تترد على الكاتب المسرحي آرثر ميللر، والذي قابلته منذ خمسة أعوام. وفي عيد ميلاد جو ديماجيو، في الأول من يونيو، اصطحب جو الكاتب آثر للعرض الأول لفيلم «حكة السنة السابعة» بنيويورك، ونظم حفلة صغيرة على شرفه. انتهت تلك الليلة بشجار علني قبل رحيل ماريلين المستعجل، ولم يرى بعضهما البعض لفترة طويلة.
استكملت دراساتها في استوديو آكتورز، وصارت هناك علاقة صداقة بينها وبين الممثلين كيفين ماكارثي وإلي والاش، والذي وصفها بأنها مولعة في دراستها وصادقة في هدفها. لعبت دورًا في مسرحية آنا كريستي، مع مورين ستابلتون، المقتبسة عن رواية ليوجين أو نيل دون أن تنسى النص أثناء التمثيل، ولكن على النقيض من ذلك كانت تنسى في التكرارات التي فشلت فيها جميعًا. أما آنا كريستي فقد لاقت نجاحًا كبيرًا، وقد صفق الجمهور لماريلين. ورغم أنها مجرد تلميذة، إلا أنها أكثر تلميذة يفتخر بها لي ستراسبرج («لقد عملت مع مئات الممثلين والممثلات، ولم يكن هناك إلا اثنين كانوا الأفضل من الباقي، الأول هو مارلون براندو، والثانية ماريلين مونرو»)، وقرر أن يأخذها تحت حمايته (كانت ماريلين تقيم في منزل عائلة ستاتبرج العائلي)، وحثها على أن تدرس التحليل النفسي كي تكون أقرب للشخصيات التي تؤدي دورها.
في ذلك الوقت، حقق «حكة السنة السابعة» نجاحًا كبيرًا بمكسب يقارب الـ 8 ملايين دولار من شباك التذاكر، وأشاد النقاد بأداء مارلين. وبفضل ذلك النجاح، فاوضت ماريلين على عقد جديد مع شركة فوكس، والذي أعطاها كم أكبر من القوة: 100000 دولار على الفيلم، 500 دولار بالأسبوع لتكاليف متعددة، حق رؤية السيناريو ومعرفة المخرج والمصور، وإمكانية العمل مع استوديوهات أخرى غير فوكس.
أول فيلم أُخرج في إطار العقد الجديد كان «موقف الأوتوبيس» للمخرج جوشوا لوجان، الذي وافق على طرق العمل مع النجمة. أصبحت بولا ستراسبرج مستشارها الشخصي لكل أفلامها. كانت زوجة لي هي التي تعرف آراء المخرجين جوشوا لوغان، لورنت أوليفيه، بيللي وايلدر، جورج كوكر، وجون هيوستن. حتى أن بعد نهاية كل مشهد، كانت ماريلين تذهب إليها لمعرفة إن كان أداؤها على مستوى آمالهم أم لا. وبمجرد إيماءة من بولا وماريلين، كان يُعاد التصوير بالكامل، حتى ولو كان التصوير السابق يبدو مثاليًا في أعين الجميع. مكروهة من الجميع، كانت بولا تُلقب بالـ «الفطر الأسود» أو «المشعوذة» من جانب التقنيين الذين لم تكن تحادثهم. ورغم أن وجودها كان سخيفًا للكثيرين، فقد كانت تتواجد كي تطمئن مارلين.
في فيلم «موقف الأوتوبيس»، لعبت دور «شيري»، مغنية ملهًى ليلي والتي تقع في حب راعي بقر. ونتيجة لرضا لوغان الشديد عن أدائها، حاول أن يجلب لها ترشيحًا للأوسكار كأفضل ممثلة، ولكنها رُشحت بدلًا من ذلك لجائزة غولدن غلوب.
أمضت بعد ذلك مزيدًا من الوقت مع آرثر ميللر، والذي تربطها به علاقة تمتد لأكثر من عام. في تلك اللحظة، بدأت الصحافة الكتابة عنهما، ملقبًا إياهما «رفيع الثقافة والحسناء»، وقد تزوجا في 2 يونيو 1956.
وبعد فيلم «موقف الأتوبيس»، شاركت في فيلم آخر للمخرج لورنس أوليفيه «الأمير والراقصة». ولكن كره لورنس ماريلين بسبب نزواتها على خشبة المسرح. في وقت لاحق، وصفها بأنها «رائعة، الأجمل من بين الجميع». لكن الفيلم فشل فشلًا ذريعًا، ورغم ذلك، فقد حياها النقاد، خاصةً الأوروبيين منهم، وفازت بجائزة ديفيد دي دوناتيللو، وجائزة كريستال ستار (Crystal Star Award) بفرنسا. كما رُشحت لجائزة الأكاديمية البريطانية للأفلام.
غابت مارلين عن الشاشات في عام 1958، حيث عاشت مع زوجها آرثر في لونغ آيلند، وقامت بعملية إجهاض في الأول من أغسطس 1957. شجعها زوجها على العودة لهوليوود للتمثيل في فيلم «البعض يحبونها ساخنة». رغم ذلك، كان المخرج يعلم بأنها مسبقًا متأخرة، وأن لديها رهبة المسرح، وواجهت صعوبات في محاولاتها لحفظ النص المطلوب في فيلم «حكة السنة السابعة». وفي تلك المرة، رفضت مارلين بشدة أن تصور عدة مشاهد من الفيلم. كان تأخيرها المستمر عائد لصداقتها مع طوني كورتيس، الذي أعلن بعدها أن تقبيلها «مثل تقبيل هتلر». قال الممثل فيما بعد أن هذا مجرد مزاح. وبسبب حملها في ذلك الوقت، قامت بعملية إجهاض أخرى في ديسمبر 1958، فور الانتهاء من الفيلم.
حقق فيلم «البعض يفضلونها ساخنة» نجاحًا مدويًا، حتى أنه رُشح لخمس جوائز أوسكار. حصلت ماريلين على جائزة غولدن غلوب لأفضل ممثلة عن فيلم موسيقي كوميدي عن أدائها. أعلن بيللي وايلدر أن الفيلم يُعد نجاحهما الأكبر، بينما كانت مارلين دومًا كارهة له. كان يستحضر أيضًا المشاكل التي واجهته أثناء تصوير الفيلم، حتى أنه قال «ماريلين كانت دومًا صعبة المراس لأنه كان من المستحيل التنبؤ بتصرفاتها. لم أكن أعرف في أي يوم نحن ذاهبة (...)، أهي متعاونة معنا أم معوقة لنا؟». مع ذلك فقد كان يحب مارلين، ويصفها بأنها ممثلة كوميدية وعبقرية. واستحضر أيضًا مشروعات أخرى معها، من ضمنها «إيرما اللطيفة» مع شيرلي ماكلاين.
في الستينيات، وصلت ماريلين إلى قمة شهرتها. قبلت أن تمثل في فيلم «الملياردير» لجورج كوكر. ولكن نظرًا لعدم رضائها بالسيناريو، فقد طالبت بأن يعيد زوجها، آرثر ميللر، كتابته. كان الممثل جريجوري بيك سيقوم بالدور الذكوري الأول بالفيلم، ولكنه رفض بعد إطلاق النسخة الجديدة من السيناريو، وكذلك فعل كاري جرانت، شارلتون هستون، يَل برينار، وكذلك روك هدسون، وذلك قبل إناطة الدور لممثل غيره، إيف مونتاند. كان التصوير صعبًا للممثلة التي لم تتوافق في العمل مع المخرج، فقد كان للأخير -مثلي الجنس علنًا- إعجاب بالممثل الفرنسي، والذي كان يربطها بنجمة الفيلم علاقة منتهية حين رفض مونتاند أن يهجر زوجته سيمون سيجنورت. شكل الفيلم فشلًا نقديًا وتجاريًا.
بدأت في تلك الفترة مشاكل مارلين الصحية. حيث بدأت في استشارة طبيبٍ نفسي بلوس أنجيليس، الدكتور رالف غرينسن الذي رأته تقريبًا كل أيام الأسبوع. مارس الأخير تأثيرًا بالغًا على مريضته. فوفقًا له، كانت علاقته الزوجية متوترة منذ فترة، بينما كان ميللر يقوم بكل ما بوسعه للحفاظ على علاقته بمارلين. أعلن غرينسون أن هدفه الأساسي كان تقليل جرعة المخدرات التي تأخذها مارلين.
لعبت فيما بعد دورًا في فيلم «غير الأسوياء» لجون هوستون. كان الفيلم، الذي كتبه آرثر ميللر لزوجته جلب الممثلين كلارك غايبل، مونتجومري كليب، وإلي والاش. بدأ التصوير في يوليو 1960، ولكن بسبب غلبة المرض على مارلين، لم تستطع أن تؤديَ الدور، حتى أنها نُقلت للمستشفى لعشرة أيام. دون مساعدة د. غرينسن، كانت تتناول الحبوب المنومة والكحوليات.. في 16 نوفمبر 1960، مات غايبل بسبب أزمة قلبية في لوس أنجيليس عن سن يراهن 59 سنة. اتهم الصحفيون مارلين بوفاته بسبب تأخراتها المتكررة. لم يحقق الفيلم نجاحًا تجاريًا وكانت غالبية آراء النقاد سلبية تجاهه، بينما حيّا البعض الآخر أداء مونرو وغايبل.
خلال الشهور اللاحقة، صارت أكثر اعتمادًا على الكحوليات والأدوية. طلقت آرثر ميللر في يناير، وكتبت وصيتها في 14 يناير 1961. قبلت أن تكون محللتها النفسية ماريان ري كريس أن تجعلها تقيم بمصحة باين ويتني النفسية، ولكنها نُقلت لحجرة أمنية. وصفت التجربة فيما بعد بأنها كـ«الكابوس». استغلت حقها في المكالمة الهاتفية كي تتصل بجو ديماجيو، والذي نقلها للمركز المفتوح بالمستشفى المشيخي بنيويورك حيث ظل بجانبها. وبعد 3 أسابيع من العلاج، خرجت من المستشفى، حيث لاحقها فوج من الصحفيين أثناء خروجها. بسبب عدم قدرتها على التمثيل، عادت لكاليفورنيا كي تنال الراحة. وبعد تلك الإقامة الداخلية، طلبت من محاميها، ملتون رودين، أن يضيف تعديلًا على وصيتها، والذي أثار خلافًا ولم يُنفذ، وكان بخصوص «تعطيل نفوذ» الزوجين ستراسبرج، وماريان زي كريس.

### العام 1962
وفقًا لعقدها المبرم مع شركة فوكس عام 1956، فمارلين مازلت ملزمة بعمل فيلم أخير معها. أسند مديرو الاستوديو إلى أحد كاتبي السيناريو العاملين بها، آرنولد شولمان، إخراج طبعة جديدة من الفيلم الكوميدي «زوجتي المفضلة» (1940)، مع إيرين دان وكاري جرانت. تدور القصة حول امرأة مختفية افتُرض وفاتها، والتي تدخل لمنزلها لتجد زوجها قد تزوج أخرى. اتُصل بالمخرج فرانك تاشلين، الذي عمل على أفلام جيري لويس الكوميدية، لإدارة الفيلم. ماريلين مونرو التي كانت تتوق للعودة للشاشة بفيلم مؤثر رفضت المشروع في المرة الأولى، وحكمت عليه بأنه «لا طعم له». مستفيدة من حق معرفة النص والمخرج، وافقت على إعادة التفكير في المشروع. وافقت الممثلة نونالي جونسون، والتي عملت مسبقًا في فيلم «كيف تتزوجين مليونيرًا؟»، على المشاركة في الفيلم. أما جورج كوكر الذي كان ملزمًا أيضًا بأداء فيلم لشركة فوكس، فقد بدأ برفض المشروع؛ بسبب ذكرياته القبيحة من تصوير الفيلم السابق ذكره. نتيجة لتهديده بمقاضاته في حالة عدم الوفاء بالتزاماته، خضع جورج لهم ووافق على عرض الاستوديو (300000 دولار)، كي يجد مارلين التي يزدريها في وجهه مرة أخرى. ووافقت مارلين على سيناريو فيلم آخر «شيء لابد من إعطائه». وفقًا لبنود العقد الجديد، الذي لا يربطها حصريًا بشركة فوكس، فهي ستربح دومًا 100000 دولار عن الفيلم، ما يُعد أقل بسبع مرات عن المعيار المعمول به حينها في هوليوود للنجوم الذين في نفس مرتبتها.
في سن الخامسة والثلاثين، اشترت منزلها الأول بقرض سكني، مقابل مبلغ قدره 35000 دولار. تُعد يونيس موراي -مدبرة منزلها الجديدة، وممرضها النفسية السابقة- هي التي وجدت لها المنزل بعنوان 12305، فيفث هيلينيا درايف (Fifth Helena Drive)، في برنتوود، في ضواحي لوس أنجيليس.
في 5 مارس 1962، ومن بعد حفلة الغولدن غلوب، أعطتها الصحافة الغربية للمرة الثانية جائزة النجمة السينما العالمية. وأثناء تلقيها الجائزة من روك هودسن، كان يصاحبها كاتب السيناريو جوزى بولانوس بسبب سكرها، ونالت الجائزة، وظلت تهذي بكلام غير واضح تشكر به الجمهور. وحتى لا تُحرج، لم تُذاع الحفلة على الهواء.

في ذلك الوقت سلم نونالي جونسون سيناريو فيلم «شيء لابد من منحه» والذي وافقت عليه مارلين. ولكن نتيجة لعدم رضا جورج كوكر، طلب من صديقه والتر برنستن أن يعيد كتابة حواراته التي وصفها بأنها «خالية الروح». اشترك معه زملاؤه دين مارتن وسيد شارِس. في عشية بدء التصوير، والذي كان من المقرر عقده في 23 أبريل، أُصيبت مارلين بالبرد، وبلغت الاستوديو أنها لن تكون قادرة على الحضور.
بدأ كوكر تصوير كل المشاهد التي يظهر فيها بدونها. وفي اليوم نفسه، ذهبت مارلين لتستشير الد.إنغلبرغ. شخص الطبيب حالة مارلين وتوصل لأنها مصابة بالتهاب الجيوب الأنفية المزمن، وأشار الطبيب الرسمي للاستوديو لي سييغل إلى ضرورة تأجيل التصوير مدة شهر واحد، ما رفضه الاستوديو. في 30 أبريل، ظهرت مارلين للمرة الأولى للتمثيل، ومثلت 90 دقيقة من المشاهد السريعة، مخالفةً لتوجيهات الد. سييغل. نتج عن ذلك إصابتها بالغثيان المفاجئ، فإخلائها من الاستوديو. عادت للتصوير بعد 3 أيام، في بداية شهر مايو، ومثلت أدوارها حول حمام السباحة.
استغلت مونرو راحة الإفطار، وغادرت مرة أخرى التصوير -رغم نهي الاستوديو- كي تحضر عيد ميلاد جون فيتزغيرالد كينيدي، وفي أثناء غنائها «عيد ميلاد سعيد سيدي الرئيس»، عارضت جاكي كينيدي -زوجة الرئيس- قدومها لحفلة زوجها الخاصة، وانسحبت بأطفالها ومضت إلى فيرجينيا.
عادت مونرو إلى هوليوود لتصوير مشاهدها التي سلبت أذهان رؤساء فوكس. ورغم مرور عدة أيام دون مشاكل، فقد أصابتها عدة علامات على الهلع، ولم تكن قادرة على حفظ نصوصها، ما استفز كوكر الذي انتهى به الأمر لأن يستشيط غضبًا في وجهها. في الأول من يونيو، عيد ميلادها السادس والثلاثين، عادت إلى موقع التمثيل، حيث نُظمت لها حفلة على شرفها؛ وكان ذلك الظهور الرسمي الأخير لها. حاولت فوكس أن تقدم إجابات للصحافة عن سر اختفائها، حيث قالوا بأنها قد طُردت وأنهم تواصلوا مع كيم نوفاك وكل الممثلات الأخريات من هوليوود وغيرهن لاستبدالها. شرع الاستوديو ضد ماريلين وطالبها بـ 500000 دولار. وجه بيتر لِفاث -مدير الإنتاج بفوكس- إلى مونرو «نظام النجومية قد فقد السيطرة. لقد تركنا المجانين يديرون ملجأهم وقاموا بشبه-تدميره».
غير أن كيم نوفاك وشيرلي ماكلاين أنكروا أن الدور قد عُرض عليهم من الأساس. وفي النهاية، أعلن الاستوديو أخيرًا اختياره للي رميك. عارض دين مارتن الاختيار ورفض استكمال التصوير دون مارلين. رفعت فوكس دعوة ضده وطالبته أيضًا بـ 500000 دولار لفسخ العقد. عُلق طاقم الفريق لفترة قصيرة وتوقف عن العمل، وقاضى سيد تشاريس الممثل دين مارتن وطالبه بتعويضات قيمتها 14000 دولار عن الأضرار الناجمة عن خسارة الأرباح. وفي القضية المرفوعة ضد مارلين، رفع مديرو فوكس مبلغ التعويض المطلوب إلى 750000 دولار. وفي 19 يونيو، رفعت فوكس دعوى أخرى ضد دين مارتن، حيث طالبوه بمبلغ 3,339,000 دولار. في المقابل، رُفعت دعوى ضد فوكس، مطالبة إياها بـ 6,885,000 دولار. احتلت القضية الصفح الأولى من الجرائد، حتى أن بعض الجرائد اقتبست جملة الممثل: «لا مارلين، لا تمثيل!» («No Marilyn, no picture!»). ولكن الإجراءات قد توقفت بعدها بعام.
بدأت المفاوضات على الفور. وفي 20 يونيو، أعلنت شركة فوكس استكمال التصوير قريبًا. أما ماريلين مونرو، ففي سبيل استعادة صورتها أمام الجمهور، استعانت بحملة علاقات عامة، حيث قام مصورون من الدرجة الأولى بتصويرها، وأدت حوارات صحفية مع مجلات كبيرة. أعلنت هي وديماغيو عن أنهما سيتزوجان مجددًا، حتى أنهما حددا موعدًا لذلك، 8 أغسطس 1962. كما نوقشت مشاريع أفلام أخرى مثل «أنا أحب لويسا» و«قصة جين هارلو». أما خلافها مع شركة فوكس فقد حُل وجُدد العقد، وتقرر أن ينزل فيلم «شيء لابد من منحه» في بداية الخريف. وذهب إليها بيتر ليفاث لعقد جلسة صلح. وبعد المقابلة، ضمنت ماريلين سيناريو جديدًا، والتخلي عن كل الدعاوى القضائية المرفوعة ضدها، وطرد جورج كوكر رسميًا واستبداله بجين نيغيولسكو الذي أخرج «كيف تتزوجين مليونيرًا؟»، وأيضًا عقد جديد بمليون دولار على فيلمين: 250000 دولار لإنهاء «شيء لابد من منحه»، و750000 دولار لفيلم أخر سيتقرر في المستقبل. وبلغت ماريلين مونرو من العمر 36 سنة، ووصل رصيد أفلامها إلى 30 فيلمًا.
في نهاية يوليو، أُصيبت مونرو بالاكتئاب، وأسرّت إلى مصففة شعرها بأنها ستقوم بعملية إجهاض. وفي آخر أسبوع من حياتها، حدد لها طبيبان -على الأقل- عدة وصفات بحبوب منومة في آخر أسبوع من حياتها. في يوم الجمعة، 3 أغسطس، قامت ماريلين بالعديد من المكالمات الهاتفية المهنية والخاصة، وقابلت محللها النفسي وصديقتها بات نيوكومب. وكان يوم السبت مماثلًا للجمعة، مكالمات هاتفية، وعمل في الحديقة مع الد. غرينسون، وتنزهت على الشاطئ مع الممثل بيتر لوفورد، شقيق كينيدي. وصفتها بعض الشهادات بأنها كانت تحت تأثير المهدئات. في الساعة 7:45 مساءً، تواصلت هاتفيًا مع لوفورد، حيث كانت مكتئبة ومضطربة. اتصلت به مرة أخرى فيما بعد ولكن الخط كان مشوشًا. وأجرت بعدها العديد من المكالمات للمقربين منها كي يأتوا إليها. في النهاية، أتت إليها يونيس موراي -مدبرة المنزل- والتي بلغت د. غرينسون، بناءً على طلبه بأن كل شيء يسير على ما يرام، كانت الساعة 8:30 مساءً. اعتبر دولاند سبوتو، مؤلف سيرة ماريلين الذاتية، أن ماريلين وقعت ضحية خطأ طبي، ففي تلك اللحظة، كانت إما ماتت أو في الطريق لأن تموت بجرعة مفرطة من المهدئات.
ماتت ماريلين في ليلة 4 أو 5 أغسطس. وقد مرت قرابة الخمس ساعات بين الوقت المقدر لوفاتها واتصال آل غرينسون الهاتفي، وأيضًا السيدة موراي ود. إنغلبرغ، بالشرطة. بعد البحث والتحري، كتب الطبيب الشرعي بلوس أنجيليس على ملفها: «انتحار محتمل». لم يتبين أبدًا السبب الحقيقي وراء وفاتها، ومنذ 1962، كان احتمال مقتلها مثارًا، وكان يُتهم بذلك مكتب التحقيقات الفيدرالي ووكالة المخابرات المركزية.
وفي المشرحة، لم تستطع آغنس فلانغان (مصففة شعر جين هارلو التي صبغت شعرها بالأشقر البلاتيني الشهير) أن تعيد شعر ماريلين إلى حالته الطبيعية، فقد كان تالفًا للغاية نتيجة لسنين من العلاج (بيروكسيد من أجل الصبغة، والصودا الكاوية للتنعيم)، وأيضًا بسبب تشريح الجثة. أُلبست ماريلين باروكة تماثل التسريحة التي ظهرت بها في فيلمها الأخير «شيء لابد من منحه»، ما ولد الإشاعة أنها كانت ترتدي الباروكة طوال فترة التصوير، وكذلك أثناء تصوير «غير الأسوياء».
دُفنت ماريلين في 8 أغسطس 1962 في مقبرة حديقة قرية وستوود التذكارية بلوس أنجيليس. نظمت أختها غير الشقيقة، بيرنيس ميراكل، بمساعدة جو ديماغيو، الجنازة التي لم يحضروها، ورغم اعتراضهما، فقد ظهر أصدقاؤها النجوم كدين مارتن وفرانك سيناترا. ولشدة اضطراب زوج ماريلين السابق، مال إلى نعشها وهمس ثلاثًا بقوله: «أحبك». انتهت المراسم بلحن ماريلين المفضل «عبر قوس القزح» («Over the Rainbow») لجودي غارلاند.

### الوفاة والشكوك التي تحوم حولها
في 5 أغسطس 1962، حوالي الساعة الثالثة صباحًا، قلقت ربة المنزل، يونيس موراي، أن تكون ماريلين محبوسة في غرفتها، نظرًا لأنها تركت النور مضاءً ولم تكن ترد على ندائاتها. بلغت المحلل النفسي رالف غرينسون، الذي أتى وكسر زجاج غرفتها للدخول، ثم اكتشف جثة الممثلة ملقاة على سريرها، يدها على سماعة الهاتف، وبجانب المنضدة علب أقراص متناثرة، وعلى الأرض زجاجة فارغة من النيمبوتال. اتصل غرينسون بهيمان إنغيلبرغ، الطبيب الشخصي لماريلين، والذي وصل حوالي الساعة 3:50 صباحًا، وأكد وفاتها رسميًا. تلقى الضابط جاك كليمونز من قسم شرطة غرب لوس أنجيليس مكالمة هاتفية في الساعة 4:25 صباحًا من هيمان إنغلبرغ، والذي بلغه بانتحار الممثلة. كان كليمونز هو الشرطي الأول الذي وصل لمنزل النجمة في بنتوود.
تحدث تقرير الطبيب الشرعي توماس نوغوشي عن «انتحار محتمل» بسبب جرعة زائدة من الباربيتورات.
وبسبب نقص الأدلة، لم يستطع المتحرون لا أن يصنفوا الملف، ولا أن يؤكدوا إن كان انتحارًا أم اغتيالًا. ووفقًا لبعض الإشاعات، فقد كانت ماريلين ضحية لمؤامرة لمكتب التحقيقات الفيدرالي ووكالة المخابرات المركزية بهدف جمع أدلة تدين آل كينيدي.
ووفقًا لدون ولف، فقد اغتيلت ماريلين مونرو. وتتضمن روايته روبرت كينيدي ومجموعة من القريبين للممثلة الذين سيُقتلون في المستقبل.
وفقًا لدونالد سبوتو، ماتت ماريلين نتيجة لخطأ طبي. فقد أُجري لها غسيل بهيدرات الكلورال (الكلورال الذي يسمح لها بالنوم)، رغم أنها امتصت قبلها نيمبوتال، والمزج بين تلك المادتين قد يؤدي إلى الموت.
أُجريت الجنازة في 8 أغسطس 1962 في مقبرة وستوود التذكارية بلوس أنجيليس.
نشرت جريدة لوس أنجيليس تايمز (Los Angeles Times) مقتطفات من محادثات ماريلين مع محللها النفسي، كما ذكرها محقق عن وفاتها، ذُكر فيها أن النجمة كانت تتساءل عن عملها، جسدها، زيجاتها. حصل المحقق المسؤول عن تلك القضية جون مينر على تسجيلات جلسات ماريلين على الأريكة، من المحلل النفسي د. رالف غرينسن، واستطاع أن يحصل على ملاحظات في غاية الكمال. في تلك الملاحظات، تظهر مارلين مهووسة بجوائز الأوسكار، وتتساءل حول طبيعة مهنتها، وتفكر جديًا في أداء عمل لويليام شيكسبير كي تؤخذ على محمل الجدية. حكت أيضًا لد. غرينسن كيف أنها تقف عارية أمام المرآة، لكي ترى آثار التقدم في العمر على جسدها، ولكي تجد أن «صدرها يتبلد قليلًا، [لكن] طولي مازال جيدًا، وردفاها مازالا في أفضل حال». تحدثت أيضًا عن كلارك غايبل، والذي أملت أن تجد فيه حبًا أبويًا، وتحدث عن زيجاتها وطلقاتها مع لاعب البيسبول جو ديماغيو والكاتب المسرحي آرثر ميللر.
وفقًا لجون مينر، الاستماع لتلك التسجيلات يوضح «أنه من المستحيل أن تكون تلك المرأة قد انتحرت. فقد كانت لديها مشروعات مستقبلية محددة بدقة، وكانت تعلم ما الذي تريد فعله. وقال لها لي ستراسبرج بأن تلعب دورًا لشيكسبير، وكانت مبهورة بتلك الفكرة». يرى المحقق أن ماريلين قد اغتيلت: بعد أن وُضع لها منوم في كوبها، وُضع لها نيمبوتال ذائب بالماء بكمية كبيرة، في شكل حقنة شرجية. غير أن تأكيدات النائب العام مينر قد هوجمت بشدة من كثير من كاتبي السير الذاتية، كما أنها ناقضت العديد من الشهادات، منها شهادة النائب العام السبق وأرملة المحلل النفسي رالف غرنسن، والتي أكدت لجريدة لوس أنجيليس تايمز أن زوجها لم يكشف أبدًا عن وجود تلك التسجيلات.

## الشهرة
رغم مرور خمسين عامًا على وفاتها. تظل ماريلين مونرو واحدة من أشهر الممثلات، وقد تناولتها الكثير من الوثائقيات وكتب السيرة الذاتية، والعديد من الأفلام التلفزيونية قد تناولت مسيرة حياتها، مع الكثير من الممثلين الكوميديين كآشلي جود أو بوبي مونتجمري. وقد جسدتها مؤخرًا شارلوت سولليفان في مسلسل «آل كينيدي»، وميشيل ويليامز في «أسبوعي مع ماريلين».
كما أن صورتها قد استُعملت بشكل واسع على أغلفة المجلات، الإعلانات، المنتجات المشتقة كالماكياج، وكذلك السينما في أفلام كـ «Pulp Fiction»، «L.A.»، «Confidential»، وكذلك مسلسل عائلة سمبسون، حيث نرى مشهد المترو من فيلم «حكة السنة السابعة». وفي 2006، قامت نيكول كيدمان بالأداء الصوتي لشخصية نورما جين في فيلم الرسوم المتحركة «Happy Feet». كما عُرضت في أغان كثيرة مثل «شمعة في الرياح»، «الوداع يا طريق الطوب الأصفر» لإلتون جون، «موضة مادونا»، «بلاك ماريلين» لشيم أو «ماريلين مونرو» لفاريل ويليامز.
في 2012، قدرت مجلة فوربس أن ماريلين تربح سنويًا 27 مليون دولار. لذلك اعتُبرت كأكثر امرأة حققت أرباحًا في العالم.
كنوع من المزاح، أورثت ماريلين حوالي 576 قطعة من ممتلكاتها للي ستراسبرغ (بيعت تلك القطع في مزاد علني بمنزل كريستي يومي 27 و28 أكتوبر 1999 بنيويورك) بهدف أن يوزعهم على دائرة معارفه، وبعد موت لي، انتقلت ملكية تلك القطع لزوجته، التي قررت في النهاية بيعهم. كان المكسب النهائي للمزاد، الذي قُدر مسبقًا فيما بين 10 و15 مليون دولار، يعادل 13.4 مليون دولار.
كانت الممثلة أيضًا موضوعًا لسلسلة من اللوح الحريرية للفنان آندي وارهول في 1964، وكانت واحدة من أعمال الفنان الأكثر إنتاجًا حينها. في 1967، تجمع عدد كبير من الفنانين ذوي توجه الـ«pop» في معرض «رثاء لماريلين مونرو» في معرض سيدني جانيس بنيويورك.

## العري في مسيرتها الفنية
في مايو 1948، صور توم كيللي ماريلين عارية كي تُطبع صورتها على تقويم ميلادي (عُرف باسم تقويم الأحلام الذهبية). في 1952، ورغم تمتعها بشهرة مؤكدة، فقد كانت ضحية ابتزاز بكشف تلك الواقعة، فقررت ماريلين في النهاية أن تكشف تلك الواقعة، قائلةً أنها كانت بضائقة مادية واحتاجت للمال. في ديسمبر 1953، ظهرت بعض تلك الصور في العدد الأول من مجلة بلاي بوي، حيث أعاد الناشر هيو هيفنر شراء تلك الصور مقابل 500 دولار.
انتشرت شائعة دون أساس من الصحة تخص ماريلين بمشاركتها في أفلام إباحية، منها فيلم يُدعى «تفاحات، مطارق، وزجاجة الكولا» (Apples, Knockers, and the Coke» «Bottle). عُرضت بعض الصور في مجلات إباحية بأنحاء العالم. في 1982، أثبتت مجلت بلاي بوي خطأ تلك الإشاعة، حيث ذكرت أن ممثلة الفيلم المذكور هي فتاة قديمة من 1954، آرلين هانتر، شقراء اشتركت مع ماريلين في بعض الملامح. في 2008، كشفت جريدة نيويورك بوست أن نسخة فيلم إباحي لماريلين أُخرجت في الخمسينيات بالأبيض والأسود، وقد اشتراها رجل أعمال من نيويورك مقابل 1.5 مليون دولار.
في يونيو 1962، قبل وقت قليل من موتها، شاركت ماريلين مونرو في جلسة تصوير أخيرة، سُميت فيما بعد بـ«الجلسة الأخيرة» (The Last Sitting)، حيث ظهرت فيها عارية الصدر.
في تصويرها الأخير، الذي لم يرى النور، «شيء لابد من منحه» لجورج كوكر، تضمن الفيلم مشهد خالد للمصور لورنس شيللر في 23 مايو 1962، حيث ظهرت على سطح حمام سباحة عارية الظهر. لفت تلك الصور حول أنحاء العالم.

## الأجور
| العام | الفيلم                   | الأجر حين التوقيع/تجديد الأجر       |
| ----- | ------------------------ | ----------------------------------- |
| 1948  | شجار على شقراء           | 75$/الأسبوع (600$/الأسبوع)          |
| 1950  | حين تنام المدينة         | 1050$ (9000$)                       |
| 1950  | حواء                     | 500$/الأسبوع (4000$/الأسبوع)        |
| 1952  | لسنا متزوجين!            | 750$/الأسبوع (6000$/الأسبوع)        |
| 1953  | الرجال يفضلون الشقراوات  | 1250$/الأسبوع (11000$/الأسبوع)      |
| 1954  | لا عمل مثل عمل الاستعراض | 1000$/الأسبوع (8300$/الأسبوع)       |
| 1955  | حكة السنة السابعة        | 1500$/الأسبوع (12000$/الأسبوع)      |
| 1959  | البعض يفضلونها ساخنة     | 200000$ + 10% من الأرباح (1700000$) |
| 1961  | غير الأسوياء             | 250000$ (210000$)                   |
| 1962  | شيء لابد من منحه         | 10000$ (830000$)                    |

## الحياة الخاصة

### الزواج
تزوجت ماريلين 3 مرات على مدار حياتها:
- من 18 يونيو 1942 حتى 13 سبتمبر 1946، مع جيمس دوغيرتي.[43]
- من 14 يناير 1954 حتى 27 أكتوبر 1954 مع جو ديماغيو.[43]
- من 29 يونيو 1956 حتى 24 يناير 1961 مع آرثر ميللر.[43]

تزوجت الأول حين كانت تبلغ من العمر 16 عامًا، وكان جيمس دوغيرتي يُلقب حينها بـ«جيم المحظوظ» لتزوجه بها. كانت تلقبه بـ«دادي» (Daddy) وكان يلقبها بـ«بيبي» (Baby). في طفولتها، افتقدت ماريلين كل من حولها، وحين انضم جيمس للبحرية، انهارت وشعرت مرة أخرى بأنها هُجرت. قالت فيما بعد بأن ذلك الزواج لم يكن سعيدًا أو بائسًا. لذلك لم يكن انفصالها عنه إلا مجرد شكليات.
أما جو ديماغيو، بطل البيسبول الأشهر في الخمسينيات، والمنحدر من أصول صقلية، فقد وقع في غرامها وطلق زوجته كي يتزوج ماريلين في 1954. شغفت أمريكا كلها بقصة حبهما. ولكن طغى حب ماريلين لعملها ولجمهورها على علاقتها الزوجية، ما أدى لدمارها بعد 9 أشهر. وحتى إن كانا مازالا يحبان بعضهما البعض، فقد حرمتهما المحكمة بالحكم على جو بالاضطهاد النفسي.
كانت ماريلين بحاجة لأن تعشق شخصًا، تلك هي حالة الكاتب آرثر ميللر الذي كان مولعًا بها،. بعد زواجهما في 1956، غير الأخير رأيه فيها، ولم يتردد في حكي أسوأ الفظائع عنها،، فقد وصفها بأنها «وحش نرجسي وشرير قد أخذ طاقتي وسلبني من موهبتي»،. اعتبرت ماريلين أنها وجدت السعادة والاستقرار بقربه، ولكن رغم جهودها (من ضمنها اعتناقها لليهودية)، انفصل الزوجان في 1961.
وفي تصوير فيلم الملياردير، وقعت ماريلين في حب شريكها إيف مونتاند. أعلنت زوجته، سيمون سينوري أنه: «إذا كانت ماريلين تحب زوجي، فهذا دليل على حسن ذوقها». انتهى الأمر بمونتاند بسأمه من مشاعر ماريلين الصادقة تجاهه، وعودته لسينيوري.
أما كلارك غايبل، فقد كان يُعد الرجل المثالي لماريلين، حيث أحبت أن تتخيل أنه كان مثل أبيها. وفي أثناء تصوير «غير الأسوياء»، تجاهل غايبل بكياسة حقيقة إعجاب ماريلين به.

### علاقتها بآل كينيدي
في 19 مايو 1962، ظهرت ماريلين علنًا للمرة الأخيرة في مناسبة هامة، وقد كانت شبه مخمورة أثناء غنائها «Happy Birthday, Mr. President» بمناسبة عيد ميلاد الرئيس جون فيتزغارد كينيدي في حديقة ماديسون سكوير. بيع فستانها الساحر الذي حضرت به الحفل مقابل 1.3 مليون دولار في المزاد العلني عام 1999. وقد كان فستان ضيق من الحرير الوردي المرقط بـ 2500 كريستالة، وأصبح الفستان الأغلى في العالم، متجاوزًا فستان الأميرة ديانا الذي لبسته للرقص مع جون ترافولتا، وبيع مقابل 222500 دولار في يونيو 1997.
ومنذ الستينيات، كانت علاقات النجمة مع جون كينيدي وأخيه روبرت هدفًا للكثير من الإشاعات. ولم تُؤكد تلك العلاقات إلا في 1970، بعد نشر فرانك كابل لكتاب «موت ماريلين مونرو الغريب» (The Strange Death of Marilyn Monroe).. كما تبين أنه كان لجون كينيدي عشيقة أخرى، وهي جوديث كامبل، والتي ذكرت ذلك في مذكراتها الخاصة، المنشورة في عام 1977.

## فيلموغرافيا
| Dangerous Years (1947)       | Scudda Hoo! Scudda Hay! (1948)                | Ladies of the Chorus (1948)       |
| Love Happy (1949)            | A Ticket to Tomahawk (1950)                   | The Asphalt Jungle (1950)         |
| All About Eve (1950)         | The Fireball (1950)                           | Right Cross (1951)                |
| Home Town Story (1951)       | As Young as You Feel (1951)                   | Love Nest (1951)                  |
| Let's Make It Legal (1951)   | Clash by Night (1952)                         | We're Not Married! (1952)         |
| Don't Bother to Knock (1952) | Monkey Business (1952)                        | O. Henry's Full House (1952)      |
| Niagara (1953)               | Gentlemen Prefer Blondes (1953)               | How to Marry a Millionaire (1953) |
| River of No Return (1954)    | There's No Business Like Show Business (1954) | The Seven Year Itch (1955)        |
| Bus Stop (1956)              | The Prince and the Showgirl (1957)            | Some Like It Hot (1959)           |
| Let's Make Love (1960)       | The Misfits (1961)                            | Something's Got to Give (1962)    |

## تكريمات
- تقرر أن «تُخَلَد» بصمات يديها وقدميها بفناء الشهرة بمسرح غرومان الصيني في 26 يونيو 1953، وكذلك في هولييد على ممر الشهرة، الذين يضم 2000 نجمة، بعنوان 6778 شارع هوليوود.[173]
- في 1999، قرر معهد الفيلم الأمريكي تصنيفها كسادس أكبر ممثلة أمريكية عبر التاريخ في تصنيف AFI's 100 Years... 100 stars.[174][175][176][177]
- في 2009، نالت ماريلين مونرو المركز الأول في برنامج Film's Sexiest Women of All Time (المرأة الأكثر جمالًا على مر الزمن)، على القناة الأمريكية TV Guide Network.
- لقب نيزك على اسمها في ذكراها، باسم (3768) Monroe.

## الجوائز
- 1952: جائزة مخصوصة من مجلة Photoplay.
- 1953: النجمة الأنثى الأكثر شهرة لمجلة Photoplay.
- غولدن غلوب 1954: Henrietta Award.[178]
- جائزة David di Donatello عام 1958: أفضل ممثلة أجنبية، عن فيلم «الأمير وفتاة الاستعراض».
- جائزة Étoile de cristal (نجم الكريستال) الفرنسية، عام 1959: أفضل ممثلة أجنبية، عن فيلم «الأمير وفتاة الاستعراض».
- غولدن غلوب 1960: أفضل ممثلة عن فيلم غنائي أو كوميدي، عن فيلم «البعض يفضلونها ساخنة».
- غولدن غلوب 1962: Henrietta Award

## الترشيحات
- جائزة BAFTA لعام 1956: أفضل ممثلة أجنبية عن فيلم «حكة السنة السابعة».
- غولدن غلوب 1956: أفضل ممثلة عن فيلم غنائي أو كوميدي، عن فيلم «موقف الحافالات».
- جائزة BAFTA لعام 1958: أفضل ممثلة أجنبية عن فيلم «الأمير وفتاة الاستعراض».

## أعمال مستوحاة عن الفنانة

### الرسومات

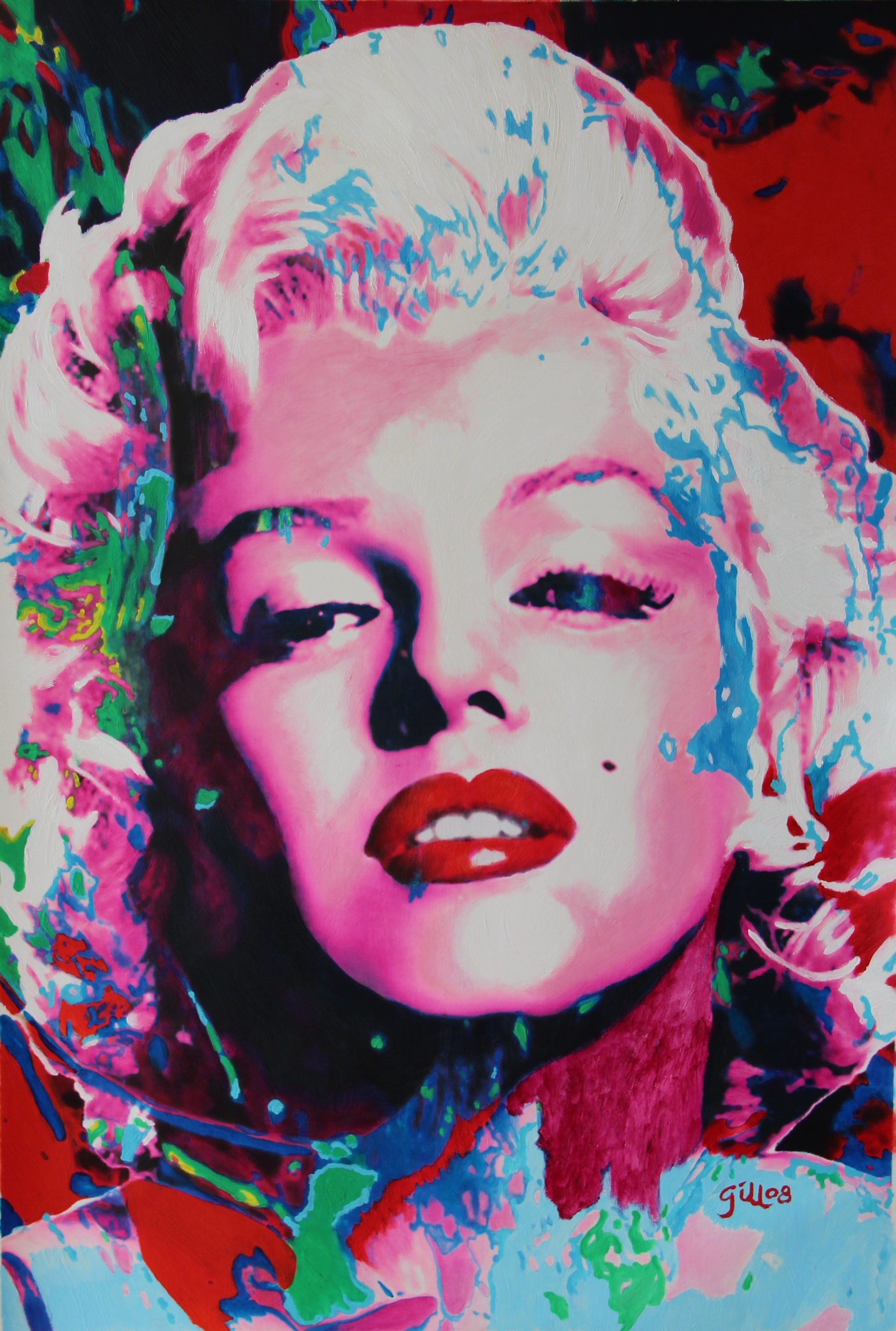
جيمس جيل: Pink Marilyn

عُرضت ماريلين في العديد من اللوحات الفنية والرسومات الشعبية، من ضمنها:
- ويليم دي كوننغ:Marilyn Monroe, 1954
- Douglas Kirkland: An evening with Marilyn
- جيمس جيل (رسام):Marilyn Triptych, 1962
- James Rosenquist:Marilyn Monroe I, 1962
- Mimmo Rotella:Marilyn Monroe, 1962
- فولف فوستيل:Marilyn Monroe, 1962
- آندي وارهول:Marilyn Diptych, 1962
- ريتشارد هاميلتون (رسام): My Marilyn, 1966
- سلفادور دالي:Mao Monroe, 1967
- روبرت راوشنبرغ:Test Stone #1, 1967
- جورج سيغال:The Film Poster, 1967
- ريتشارد ليندنر:Marilyn was here, 1970
- ريتشارد سيرا:Marilyn Monroe–Greta Garbo, 1981
- غوتفريد هيلنواين:Boulevard of Broken Dreams, 1984
- بيتر بليك (رسام):Marilyn Monroe Wall No 2, 1990
- دوغلاس غوردون: As Kurt Cobain, as Andy Warhol, as Myra Hindley, as Marilyn Monroe, 1996
- ميل راموس:Peek-a-boo Marilyn, 200

### المسرح
- من قتل مارلين؟ مسرحية لبنانية، تمثيل مروة خليل وريـّا حـيدر وإخراج نديم دعيبس[179]
- «بعد السقوط» لآرثر ميلر.

## وصلات خارجية
- مارلين مونرو على موقع IMDb (الإنجليزية)
- مارلين مونرو على موقع ميتاكريتيك (الإنجليزية)
- مارلين مونرو على موقع الموسوعة البريطانية (الإنجليزية)
- مارلين مونرو على موقع روتن توميتوز (الإنجليزية)
- مارلين مونرو على موقع مونزينجر (الألمانية)
- مارلين مونرو على موقع قاعدة بيانات الأفلام العربية
- مارلين مونرو على موقع ألو سيني (الفرنسية)
- مارلين مونرو على موقع ميوزك برينز (الإنجليزية)
- مارلين مونرو على موقع رولينغ ستون (الإنجليزية)
- مارلين مونرو على موقع تيرنر كلاسيك موفيز (الإنجليزية)